# Aeroportul Pagadian
Aeroportul Pagadian (IATA: PAG, ICAO: RPMP) este un aeroport din Pagadian⁠(d), Zamboanga del Sur⁠(d), Zamboanga Peninsula⁠(d), Filipine ce deservește zona Pagadian⁠(d). Aeroportul a fost tranzitat în 2022 de 302.856 de pasageri. A fost numit după zona deservită.
Situat la o altitudine de 5 m, aeroportul dispune de o singură pistă. Este operat de Civil Aviation Authority of the Philippines⁠(d).